# Síria nos Jogos Olímpicos de Verão de 2024
Síria participou dos Jogos Olímpicos de Verão de 2024, realizados em Paris, na França. Foi a 15.ª aparição do país nos Jogos Olímpicos de Verão desde a estreia em Londres 1948.
Foi representado por seis atletas que competiram em um esporte cada, mas nenhum conquistou medalhas.

## Competidores
Esta foi a participação por modalidade nesta edição:
| Esporte        | Masculino | Feminino | Total |
| -------------- | --------- | -------- | ----- |
| Atletismo      | 0         | 1        | 1     |
| Ginástica      | 1         | 0        | 1     |
| Halterofilismo | 1         | 0        | 1     |
| Hipismo        | 1         | 0        | 1     |
| Judô           | 1         | 0        | 1     |
| Natação        | 1         | 0        | 1     |
| Total          | 5         | 1        | 6     |

## Desempenho

### Atletismo
- Q = Qualificado para a próxima fase
- q = Qualificado para a próxima fase como o perdedor mais rápido ou, em eventos de campo, pela posição sem atingir o alvo para qualificação
- N/A = Fase não aplicável para o evento
- Bye = Atleta não precisou disputar aquela fase

Feminino
Eventos de pista
| Atleta         | Evento | Preliminar | Preliminar | Baterias    | Baterias    | Semifinal   | Semifinal   | Final       | Final       | Ref.  |
| Atleta         | Evento | Tempo      | Pos.       | Tempo       | Pos.        | Tempo       | Pos.        | Tempo       | Pos.        | Ref.  |
| -------------- | ------ | ---------- | ---------- | ----------- | ----------- | ----------- | ----------- | ----------- | ----------- | ----- |
| Alisar Youssef | 100 m  | 12.93      | 8          | Não avançou | Não avançou | Não avançou | Não avançou | Não avançou | Não avançou | [ 5 ] |

### Ginástica

#### Artística
Masculino
| Atleta      | Evento           | Qualificação | Qualificação | Qualificação | Qualificação | Qualificação | Qualificação | Qualificação | Qualificação | Final       | Final       | Final       | Final       | Final       | Final       | Final       | Final       | Ref.  |
| Atleta      | Evento           | Aparelho     | Aparelho     | Aparelho     | Aparelho     | Aparelho     | Aparelho     | Total        | Pos.         | Aparelho    | Aparelho    | Aparelho    | Aparelho    | Aparelho    | Aparelho    | Total       | Pos.        | Ref.  |
| Atleta      | Evento           | F            | PH           | R            | V            | PB           | HB           | Total        | Pos.         | F           | PH          | R           | V           | PB          | HB          | Total       | Pos.        | Ref.  |
| ----------- | ---------------- | ------------ | ------------ | ------------ | ------------ | ------------ | ------------ | ------------ | ------------ | ----------- | ----------- | ----------- | ----------- | ----------- | ----------- | ----------- | ----------- | ----- |
| Lais Najjar | Individual geral | 13.266       | —            | —            | 13.900       | 13.833       | 12.400       | 53.399       | —            | Não avançou | Não avançou | Não avançou | Não avançou | Não avançou | Não avançou | Não avançou | Não avançou | [ 6 ] |

### Halterofilismo
Masculino
| Atleta    | Evento         | Arranco | Arranco | Arremesso | Arremesso | Total | Pos. | Ref.  |
| Atleta    | Evento         | Result. | Pos.    | Result.   | Pos.      | Total | Pos. | Ref.  |
| --------- | -------------- | ------- | ------- | --------- | --------- | ----- | ---- | ----- |
| Man Asaad | Mais de 102 kg | 197     | 6       | 241       | 5         | 438   | 5    | [ 7 ] |

### Hipismo

#### Saltos
| Atleta      | Cavalo             | Evento     | Qualificação | Qualificação | Qualificação | Final       | Final       | Final       | Ref.  |
| Atleta      | Cavalo             | Evento     | Pen.         | Tempo        | Pos.         | Pen.        | Tempo       | Pos.        | Ref.  |
| ----------- | ------------------ | ---------- | ------------ | ------------ | ------------ | ----------- | ----------- | ----------- | ----- |
| Amre Hamcho | Vagabon Des Forets | Individual | WD           | WD           | WD           | Não avançou | Não avançou | Não avançou | [ 8 ] |

### Judô
Masculino
| Atleta      | Evento    | Primeira fase         | Oitavas              | Quartas              | Semifinais           | Repescagem           | Final / DB           | Final / DB | Ref.  |
| Atleta      | Evento    | Adversário Resultado  | Adversário Resultado | Adversário Resultado | Adversário Resultado | Adversário Resultado | Adversário Resultado | Pos.       | Ref.  |
| ----------- | --------- | --------------------- | -------------------- | -------------------- | -------------------- | -------------------- | -------------------- | ---------- | ----- |
| Hasan Bayan | Até 73 kg | AUT S Gassner D 00–10 | Não avançou          | Não avançou          | Não avançou          | Não avançou          | Não avançou          | =17        | [ 9 ] |

### Natação
Masculino
| Atleta      | Evento      | Eliminatórias | Eliminatórias | Semifinal   | Semifinal   | Final       | Final       | Ref.   |
| Atleta      | Evento      | Tempo         | Pos.          | Tempo       | Pos.        | Tempo       | Pos.        | Ref.   |
| ----------- | ----------- | ------------- | ------------- | ----------- | ----------- | ----------- | ----------- | ------ |
| Omar Abbass | 200 m livre | 1:53.01       | 24            | Não avançou | Não avançou | Não avançou | Não avançou | [ 10 ] |